# Castell de Padèrn
El castell de Padèrn és un castell en ruïnes de la comuna de Padèrn, al departament d'Aude, a França. És un dels anomenats castells càtars.

## Posició
El castell es va construir amb vistes al poble de Padern sobre un cim de pedra calcària que domina el riu Verdouble que passa pel poble. Els camins per arribar-hi són molt costeruts, fet que el feia pràcticament inexpugnable.

## Història
El castell és poc conegut a la zona, perquè no va tenir un paper gaire important durant la croada contra els albigesos, a diferència dels castells veïns de Termes, Queribus o Peyrepertuse.
L'any exacte de construcció no es coneix, però el poble de Padern consta l'any 899, quan Carles III, conegut com a Carles el Simple, va cedir el territori a l'abadia de Lagrasse, mentre que aquesta darrera encara pertanyia als comtes de Tolosa, i no a la corona de França.
La fortificació s'esmenta per primera vegada l'any 1026, i una fortificació secundària (forcia) a finals del segle XII, posada sota el control de l'Abadia de Lagrasse.
Durant la croada albigesa, Chabert de Barbeira, company d'armes d'Olivier de Termes, protector dels càtars i senyor de Quéribus, s'apodera del lloc. Després de la captura de Quéribus, va negociar la seva llibertat a canvi de l'abandó de les ciutadelles al rei Lluís IX.
L'Abadia de Lagrasse va recuperar així el castell, i el 1283, en va esdevenir el propietari oficial mitjançant una transacció amb Felip III de França (Felip l'Atrevit). L'abadia va romandre com a propietària fins al 1579.
A finals del segle XVI, després de les guerres de religió, Pere de Vic, originària de Girona (Catalunya), va adquirir el castell i hi va fer alguns afegitons, tot i conservant-ne l'aspecte feudal. L'any 1706, els seus descendents van revendre tota la propietat a l'Abadia de Lagrasse, que la va abandonar a finals del segle XVIII.

## Avui
El castell no és més que ruïnes. No està classificat com a monument històric, el lloc està completament abandonat i el seu estat empitjora dia a dia.